# Élections législatives de 1906 en Corse
Les élections législatives en Corse, ont lieu les dimanches 6 mai 1906 et 20 mai 1906.
Elles ont pour but d'élire les 5 députés représentant le département à la Chambre des députés pour un mandat de quatre années.

## Mode de scrutin
L'élection se fait au scrutin d'arrondissement, soit un mode uninominal majoritaire à deux tours.
La circonscription pour l'élection est l'arrondissement.
Le scrutin est individuel, chaque arrondissement élisant un député.
Les arrondissements qui ont plus de cent mille habitants sont divisés. Dans ce cas on élit un député par circonscription électorale.
L'article 18 précise qu'il faut réunir pour être élu au premier tour :
1. La majorité absolue des suffrages exprimés ;
2. Un nombre de suffrages égal au quart des électeurs inscrits.

Au deuxième tour la majorité relative suffit. En cas d'égalité c'est le plus âgé qui est élu.

## Résultats par arrondissement

### Arrondissement d'Ajaccio
- Elle regroupe tous les cantons de l'arrondissement, à l'ouest de la Corse.

| Candidats      | Candidats                  | Étiquette      | Premier tour | Premier tour | Ballottage | Ballottage |
| Candidats      | Candidats                  | Étiquette      | Voix         | %            | Voix       | %          |
| -------------- | -------------------------- | -------------- | ------------ | ------------ | ---------- | ---------- |
|                | Dominique Forcioli *       | Rad ind        | 5 946        | 48,39        | 7 395      | 56,27      |
|                | Bodoy                      | Libéral        | 1 792        | 14,59        | 4          | 0,03       |
|                | Vico                       | Conservateur   | 1 058        | 8,61         |            |            |
|                | Émily                      | Conservateur   | 644          | 5,24         |            |            |
|                | Del Pelligrino             | Libéral        | 473          | 3,85         |            |            |
|                | Drajecci                   | Conservateur   | 465          | 3,79         |            |            |
|                | Dr Piétrini                | SFIO           | 306          | 2,49         |            |            |
|                | Gambarelli                 | Conservateur   | 267          | 2,17         |            |            |
|                | Porati                     | Conservateur   | 266          | 2,17         |            |            |
|                | Nicoli                     | Conservateur   | 261          | 2,12         |            |            |
|                | Luciani                    | Conservateur   | 259          | 2,11         |            |            |
|                | Alata                      | Libéral        | 245          | 1,99         |            |            |
|                | Ramaroni                   | Conservateur   | 168          | 1,37         |            |            |
|                | Lecas                      | Conservateur   | 105          | 0,86         |            |            |
|                | Battini                    | Conservateur   | 13           | 0,11         |            |            |
|                | Versini                    | Conservateur   | 1            | 0,01         |            |            |
|                | Raphaël Casanelli d'Istria | Libéral        | -            | -            | 5 718      | 43,51      |
|                |                            |                |              |              |            |            |
| Inscrits       | Inscrits                   | Inscrits       | 24 069       | 100,00       | 24 069     | 100,00     |
| Votants        | Votants                    | Votants        | 12 335       | 51,25        | 13 145     | 54,61      |
| Blancs et nuls | Blancs et nuls             | Blancs et nuls | 48           | 0,39         | 4          | 0,03       |
| Exprimés       | Exprimés                   | Exprimés       | 12 287       | 99,61        | 13 141     | 99,97      |

*sortant

### Arrondissement de Bastia
- Elle regroupe tous les cantons de l'arrondissement, au nord de la Corse.

| Candidats      | Candidats            | Étiquette      | Premier tour | Premier tour | Ballottage | Ballottage |
| Candidats      | Candidats            | Étiquette      | Voix         | %            | Voix       | %          |
| -------------- | -------------------- | -------------- | ------------ | ------------ | ---------- | ---------- |
|                | Gaudin               | Libéral        | 6 049        | 44,76        | 6 730      | 47,66      |
|                | Henri Pierangeli     | Rép G          | 4 931        | 36,49        | 7 379      | 52,26      |
|                | Ange-Gaétan Astima * | Rép G          | 2 432        | 18,00        |            |            |
|                |                      |                |              |              |            |            |
| Inscrits       | Inscrits             | Inscrits       | 24 276       | 100,00       | 24 276     | 100,00     |
| Votants        | Votants              | Votants        | 13 576       | 55,92        | 14 171     | 58,38      |
| Blancs et nuls | Blancs et nuls       | Blancs et nuls | 62           | 0,46         | 50         | 0,35       |
| Exprimés       | Exprimés             | Exprimés       | 13 514       | 99,54        | 14 121     | 99,75      |

*sortant

### Arrondissement de Calvi
- Elle regroupe tous les cantons de l'arrondissement, au nord-ouest de la Corse.

- Le député sortant, Joseph Chaleil (Rép G), ne se représente pas.

| Candidats      | Candidats         | Étiquette      | Premier tour | Premier tour | Ballottage | Ballottage |
| Candidats      | Candidats         | Étiquette      | Voix         | %            | Voix       | %          |
| -------------- | ----------------- | -------------- | ------------ | ------------ | ---------- | ---------- |
|                | Rodolphe Santelli | Progressiste   | 2 396        | 46,72        | 3 261      | 62,98      |
|                | Puccinelli        | Rép G          | 1 573        | 30,67        | 1 883      | 36,37      |
|                | Adolphe Landry    | Rad-soc        | 1 125        | 21,93        | 5          | 0,10       |
|                | Blasini           | Conservateur   | 25           | 0,49         |            |            |
|                | Clément Rossi     | Libéral        | 10           | 0,20         |            |            |
|                |                   |                |              |              |            |            |
| Inscrits       | Inscrits          | Inscrits       | 8 468        | 100,00       | 8 468      | 100,00     |
| Votants        | Votants           | Votants        | 5 133        | 60,62        | 5 181      | 61,18      |
| Blancs et nuls | Blancs et nuls    | Blancs et nuls | 4            | 0,08         | 3          | 0,06       |
| Exprimés       | Exprimés          | Exprimés       | 5 129        | 99,92        | 5 178      | 99,94      |

*sortant

### Arrondissement de Corte
- Elle regroupe tous les cantons de l'arrondissement, au centre-est de la Corse.

|                | Antoine Gavini * | Rép G          | 6 301  | 64,00  |  |  |
|                | Louis Adriani    | Rad-soc        | 3 300  | 33,52  |  |  |
|                | Guiliani         |                | 50     | 0,51   |  |  |
|                |                  |                |        |        |  |  |
| Inscrits       | Inscrits         | Inscrits       | 19 515 | 100,00 |  |  |
| Votants        | Votants          | Votants        | 9 846  | 50,45  |  |  |
| Blancs et nuls | Blancs et nuls   | Blancs et nuls | 192    | 1,95   |  |  |
| Exprimés       | Exprimés         | Exprimés       | 9 846  | 99,53  |  |  |

*sortant

### Arrondissement de Sartène
- Elle regroupe tous les cantons de l'arrondissement, au sud de la Corse.

| Candidats      | Candidats          | Étiquette      | Premier tour | Premier tour |
| Candidats      | Candidats          | Étiquette      | Voix         | %            |
| -------------- | ------------------ | -------------- | ------------ | ------------ |
|                | Thadée Gabrielli * | Rép G          | 4 228        | 50,90        |
|                | Quilichini         | Libéral        | 4 085        | 49,18        |
|                |                    |                |              |              |
| Inscrits       | Inscrits           | Inscrits       | 12 807       | 100,00       |
| Votants        | Votants            | Votants        | 8 312        | 64,90        |
| Blancs et nuls | Blancs et nuls     | Blancs et nuls | 5            | 0,06         |
| Exprimés       | Exprimés           | Exprimés       | 8 307        | 99,94        |

*sortant